# Solano (Kolumbia)
Solano – miasto w Kolumbii, w departamencie Caquetá.